# Desamparados (Desamparados)
Desamparados è un distretto della Costa Rica, capoluogo del cantone omonimo, nella provincia di San José.
Il distretto fa parte dell'area metropolitana della capitale San José, alla cui conurbazione risulta legata senza soluzione di continuità. Le vie di comunicazioni principali sono la Interstate 207 e la strada numero 209.
Desemparados comprende 30 rioni (barrios):
- Altamira
- Bellavista
- Calle Fallas
- Camaquirí
- Capilla
- Centro de Amigos
- Cerámica
- Colonia del Sur
- Contadores
- Cruce
- Cucubres
- Dorados
- Florita
- Loto
- Metrópoli

- Monseñor Sanabria
- Monteclaro
- Palo Grande
- Pinos
- Retoños
- Río Jorco
- Sabara
- San Esteban Rey
- San Jeronimo
- San José
- San Roque
- Tauros
- Torremolinos
- Venecia
- Vista Verde